# Guido Tacchinardi
Guido Tacchinardi (Florència, 1840- 1917) fou un compositor i teòric musical italià.
Va ésser director del Real Instituto Musicale de Florència, distingint-se com a professor i pedagog musical.
En el gènere religiós destaquen entre les seves obres un Rèquiem l'oratori Gesú di Nazareth i tres Misses. Va compondre força música de cambra i les obres per a orquestra Delirium febris i Al cadere del sole, de factura força moderna; entre les seves obres didàctiques cal citar el seu Grammatica Musicale (1912) Metodo d'harmonia; Metodo di contrapunto; Studio sulla interpretazione (1902); Saggi di basso numerato, i Partimenti per lo studio della imitazione.